# Maik Wendorf
Maik Wendorf (* 6. Januar 1965) ist ein ehemaliger deutscher Fußballspieler.

## Sportlicher Werdegang
Wendorf spielte zwischen 1984 und 1988 für die erste und zweite Mannschaft des F.C. Hansa Rostock. Er kam auf insgesamt zwölf Einsätze in der DDR-Oberliga, der höchsten Spielklasse der DDR. Nach dem Abstieg in der Saison 1985/86 trug der Stürmer mit sieben Toren in 26 Ligaspielen zum direkten Wiederaufstieg bei. In der gleichen Saison erreicht das Team auch das FDGB-Pokalfinale gegen den 1. FC Lokomotive Leipzig; Wendorf wurde in der 70. Minute beim Stand von 1:3 eingewechselt, konnte die 1:4-Niederlage jedoch auch nicht verhindern.
Ab 1988 spielte Wendorf für die ASG Vorwärts Stralsund und die BSG Motor Stralsund, von hier wechselte er 1990 zu Holstein Kiel und von dort 1993 zu TuS Felde.